# 알파 (뉴저지주)

알파(Alpha)는 미국 뉴저지주 워런군의 버러이다. 2010년 미국 인구 조사 기준으로 이 버러의 인구 수는 2,369명이다. 이는 2000년 인구 조사 당시 계수된 2,482명에서 113명 감소(-4.6%)한 것으로, 1990년 인구 조사 당시 계수된 2,530명과 대비하여서는 48명(-1.9%) 감소하였다.

## 인구
| 인구조사                                               | 인구  | Note        | %±    |
| ------------------------------------------------------ | ----- | ----------- | ----- |
| 1920년                                                 | 2,140 |             | —     |
| 1930년                                                 | 2,374 |             | 10.9% |
| 1940년                                                 | 2,301 |             | −3.1% |
| 1950년                                                 | 2,117 |             | −8.0% |
| 1960년                                                 | 2,406 |             | 13.7% |
| 1970년                                                 | 2,829 |             | 17.6% |
| 1980년                                                 | 2,644 |             | −6.5% |
| 1990년                                                 | 2,530 |             | −4.3% |
| 2000년                                                 | 2,482 |             | −1.9% |
| 2010년                                                 | 2,369 |             | −4.6% |
| 2019 (추산)                                            | 2,255 | [ 5 ] [ 6 ] | −4.8% |
| Population sources: 1920 1920-1930 1930-1990 2000 2010 |       |             |       |